# Casa Branca
Casa Branca là một đô thị ở bang São Paulo của Brasil. Đô thị này nằm ở vĩ độ 21º46'26" độ vĩ nam và kinh độ 47º05'11" độ vĩ tây, trên khu vực có độ cao 684 m. Dân số năm 2004 ước tính là 27 565 người. Đô thị này có trụ sở Giáo phận São João da Boa Vista.

## Thông tin nhân khẩu
- Dữ liệu điều tra de 2000

Tổng dân số: 26.800
- Dân số thành thị: 21.629
- Dân số nông thôn: 5.171
- Nam giới: 14.130
- Nữ giới: 12.670

Mật độ dân số (người/km²): 30,96
Tỷ lệ tử vong trẻ sơ sinh dưới 1 tuổi (trên một triệu người): 12,08
Tuổi thọ bình quân (tuổi): 73,38
Tỷ lệ sinh (số trẻ trên mỗi bà mẹ): 2,42
Tỷ lệ biết đọc biết viết: 91,09%
Chỉ số phát triển con người (HDI-M): 0,810
- Chỉ số phát triển con người - Thu nhập: 0,748
- Chỉ số phát triển con người - Tuổi thọ: 0,806
- Chỉ số phát triển con người - Giáo dục: 0,875

(Nguồn: IPEADATA)

### Sông ngòi
- Sông Tambaú
- Rio Pardo

### Các xa lộ
- SP-215
- SP-340
- SP-350